# Deflate
Deflate (укр. зменшувати, випускати [повітря]) — алгоритм стиснення без втрат, який використовує комбінацію алгоритмів LZ77 і алгоритму Хаффмана.
Був описаний Філом Кацем для другої версії своєї утиліти створення архівів PKZIP, який потім був визначений в RFC 1951.
Deflate вважається вільним від усіх існуючих патентів. Це призвело до його широкого розповсюдження, зокрема у форматі стиснення даних gzip, форматі зображень PNG і форматі .ZIP, для якого Кац його і розробив.